# Niels Ebbesen
Niels Ebbesen (født 1308 og død 2. november 1340) var en dansk lavadelsmand, der blev nationalhelt, da han dræbte "den kullede greve" (dvs. skaldede greve), grev Gerhard 3. af Holsten i Randers 1. april 1340.
Drabet fandt sted i den kongeløse tid, hvor Danmark var pantsat til tyske grever: Jylland og Fyn til Gerhard 3., Sjælland og Skåne til Johan af Holsten. Selv om det kan diskuteres, om drabsmotivet var nationalfølelse eller ulyst til at betale skat, blev det et signal til oprør mod de tyske panthavere.

## Liv

### Niels Ebbesens æt
Niels Ebbesen var adelsmand af Strangesen-slægten – eller Strangesønnerne. De kom fra Thy. Især kendt er Ebbe Strangesen (død 1507). Vestervig kirke i Thy var slægtens familiegravsted.
Niels Ebbesen var søn af Ebbe Strangesen og Bege Buggesdatter, søster til Niels Bugge til Hald.
Traditionen siger at Niels Ebbesen boede på den lille herregård Nørreris i Nørreris Skov ved Hinnerup. Det er dog ikke dokumenteret, men på og ved voldstedet står flere mindesten for Niels Ebbesen. Et stort gammelt egetræ, der nu er væltet men stadig ligger hvor det faldt, kaldes Niels Ebbesens Eg.

### Drabet på Gerhard 3., den 1. april 1340
Den holstenske greve, Gerhard 3., var med 11.000 mand rykket op i Danmark for at inddrive sit tilgodehavende med magt. Ved Kolding delte han hæren og sendte en afdeling til Varde og en til Viborg. Selv rykkede han til Randers med 4.000 mand og opslog sit hovedkvarter der. Den 1. april 1340 red Niels Ebbesen til Randers med 47 mand og skjulte sig i byen, til det blev nat. De trængte ind i grevens hus - hans hovedkvarter var i gården på hjørnet af Middelgade og Apotekerstræde - og "huggede hans hoved af over sengestokken". Grev Gerhard skal have været sammen med sin kapellan i bøn, og både greven, hans kapellan og tre småsvende blev hugget ned. Den vestfalske ridder Hinric von Vitinghoven kom til undsætning, men blev ligeledes hugget ned. For ikke at blive beskyldt for lønmord, slog danskerne på tromme og udråbte drabet på greven. Derefter flygtede de ned til broen over Gudenåen. Svend Trøst havde i mellemtiden forberedt broen til afkastning, og da de var vel ovre, kastede de broen i vandet og vandt et forspring. Aktionen kostede danskerne én mand.

### Drabets følger
Som følge af drabet på grev Gerhard blev der 22. april indgået forlig i Spandau i Berlin. Junker Valdemar indgik en overenskomst med hertug Albrecht 4. af Sachsen, grev Johan 3. af Holsten og grev Johan af Hoya i hans konflikt med grev Gerhard 3.s sønner, greverne Henrik og hans brødre. Her blev Valdemar konge nord for Limfjorden; resten af Nørrejylland kostede ham 35.000 mark sølv i 1346. Drabet medførte altså, at det danske rige vest for Øresund igen blev samlet under en dansk konge.

### Slaget ved Nonnebjerget den 2. november 1340
Niels Ebbesen belejrede med en bonde- og rytterhær Skanderborg Slot, da den holstenske besætning ikke ville overgive sig. Da 600 holstenske ryttere var på vej til undsætning, trak Niels Ebbesen sin hær op på bakken for ikke at komme i klemme mellem et udfald fra borgen og et rytterangreb sydfra. Oppe på bakken, formentlig hvor banegården ligger i dag, lavede den en vognborg.
Rytterne og slottets besætning prøvede at angribe samtidigt, men rytterne red i mudder og blev forsinket i det første angreb, som blev slået tilbage. Da rytterhæren nåede frem, angreb landsknægtene og rytterne samtidig. Vognborgen blev gennembrudt og mange dræbt. Niels Ebbesen trak sig op på Ladegårdsbakken med sine ryttere. Her blev de omringet. Alle 2.000 danskere døde den 2. november 1340.
Fra Århus var bisp Svend på vej med 200 ryttere; sammen med bisp Jakob Splitaf fra Ribe blev han i klagesangen af 1329 berømmet som de eneste dansksindede inden for bispe- og stormandskredsen. Men Svend og hans følge red forkert; og da de nåede frem, var kampen slut. De red tilbage til Århus. De døde blev begravet i en massegrav ved Skanderup Kirke. Massegraven blev fundet i 1920'erne ved Nørregades udvidelse, men ikke undersøgt.
Niels Ebbesens lig blev lagt på hjul og stejle. Om natten blev det fjernet af hans venner og ført bort. Formentlig blev han begravet i Vestervig kirke.

### Eftermæle
Forfatteren Kaj Munk skrev i 1942 under besættelsen skuespillet Niels Ebbesen, som blev forbudt at udgive og opføre. Niels Ebbesen-skikkelsen blev i det hele taget et symbol for den danske modstand mod den tyske besættelsesmagt. Forfatteren Kåre Bluitgen har i sin roman Lykkelandet fra 2010 (ISBN 978-87-991704-5-6) givet sit bud på Niels Ebbesens liv ud fra samtidige kilder.

## Jyske Krønike
Den bedste kilde til viden om Niels Ebbesen er den samtidige Jyske Krønike, der er forfattet af en åbenlyst modstander af holstenervældet.
| “                            | Mens [ grev Gerhard ] opholdt sig i Randers, kom en vis jysk væbner ved navn Niels Ebbesen, der i alt havde 47 følgesvende, den første dag i april ved nattetid til byen Randers over broen. På vejen til grevens logi lod de trommerne røre og satte ild på byen, så trængte han ind med vold, og selv gik han ind til greven sammen med andre og dræbte ham dristigt, samtidig med at der var 4000 mand tropper af grevens hær i byen. Da det var gjort, og han ville flygte ad broen, blev han forfulgt af flere bannere af grevens tropper. Dem holdt han i den grad stangen, at han dræbte to af deres meget fornemme riddere ligesom flere andre, således undslap han sammen med sine, da de havde kastet broens planker af bag sig, og han mistede ingen uden én. [...] Samme år, den 2. maj, dræbte samme Niels Ebbesen mange tyske ved Skjern Å, hvor de var ved at bygge en borg til danskernes fordærv. Men det samme år, da samme Niels Ebbesen belejrede borgen Skanderborg blev han angrebet af en stor tysk hær, der kom over ham på Alle Sjæles dag. Han gav dem hård kamp, men selv bukkede han under dér og ligeledes andre danske væbnere. | ” |
| — Jyske krønike (omkr. 1342) | |   |

## Folkevise fra det 16. århundrede
Niels Ebbesen nævnes i en folkevise fra det 16. århundrede, der dog først er nedskrevet i midten af det 18. århundrede, hvor han bliver dyrket som nationalhelt. I slutstrofen hedder det:
Saa gæsted' han en Kærling,
hun havde ikke uden to Leve [brød];
den ene gav hun Niels Ebbesøn,
for han vog (dræbte) den kullede Greve

## Om Niels Ebbesen og Svend Trøst i folkevisen fra 1580
Folkevisen om Niels Ebbesen fra ca. 1580 indeholder mange detaljer om begivenheden d. 1. april 1340. Hovedtemaet er kampen mod undertrykkelse og fremmedherredømme.
Kampen for friheden skildres ved at stille skarpt på forholdet mellem herre og svend i Danmark og i Holsten. Hvor forholdet i Danmark var ligebyrdigt og frivilligt, var svenden i Holsten underordnet sin herre. Svenden skulle følge sin herres bestemmelse, også hvad angik troskabsforholdets varighed. I Danmark var troskabsforholdet gensidigt opsigeligt når som helst. (Det har vistnok baggrund i reelle forskelle mellem dansk og holstensk retstradition; måske mellem romerret og nordisk ret, jfr. Danelagen.)
Da Niels Ebbesen opsagde troskabsforholdet, "undsagde" greven, opfattede denne det som opsætsighed, og dømte Niels fredløs.
I folkevisens strofe 20 forklarer Niels Ebbesen greven, hvori dansk frihedstradition består:
Det er så sæd i Danmark
har været af gamle dage:
Når en svend ikke længer tjene vil,
da må han orlov have.
Grevens svar kommer i strofe 21:
Da svarede greve hr. Gert,
han lyster det ikke at høre:
"Der må ingen svend fra sin herre ride,
den stund han lyster ham at føre."
I tråd med dansk frihedstradition gav Niels Ebbesen to gange sine svende chancen for at undslå sig for at deltage i aktionen i Randers, hvis de fandt den for farlig. Det tjener svendene til ære, at ingen af dem tog imod tilbuddet. Det var et storsindet tilbud, for chancen for at slippe levende fra aktionen var minimal. Et angreb på greven med 47 mand ind i Randers by, hvor der var 4.000 holstenske soldater, var en livsfarlig aktion; og med færre mænd selvfølgelig endnu farligere.
Første gang Niels Ebbesen gav svendene frit valg var hjemme på Nørreris, da han satte svendene ind i sin plan.
I folkevisens strofe 37 hedder det:
I æder og drikker, I dannissvende,
I gør eder fuld glade!
Først denne nat forgangen er,
da fanger vi dagen i stad.
strofe 38:
Dagen kommer ikke, før solen skin,
så får vi tidende på ny;
så vil jeg på mine svende se,
hvilken fra sin herre vil fly.
Men svendene afslog tappert tilbuddet:
Op stod de dannissvende,
de svared' deres herre så fri:
"Vi vil med eder ride,
vove både gods og liv."
Anden gang tilbuddet gives, var ved ankomsten til Randers bro. Myten siger, at Niels Ebbesen standsede op ved broen og spurgte sine svende, om nogen havde fortrudt og var bange for at ride med ind i Randers. Svend Trøst – Niels Ebbesens søstersøn – bad da om orlov. At netop Svend Trøst ved Randers bro foregav at være bange og ønskede at blive tilbage ved broen, mens de andre red ind i byen, var et hårdt slag for Niels Ebbesen. Det var familien, der svigtede i farens stund! Han blev selvfølgelig både skuffet og ked af det, men det rokkede ikke ved hans retsindighed og trofasthed overfor sine frihedsidealer. Svend Trøst fik orlov – oven i købet med sadel og hest.
Beretningen om Svend Trøsts orlov understreger forskellen på dansk frihedstradition og retsind og holstensk tvang og magtkultur. I Holsten bestemte herren, hvornår en svend måtte forlade tjeneste og få orlov. I Danmark var det fra gammel tid svendens egen afgørelse, hvor længe han ville blive i tjenesten. Og denne ret gjaldt også, når faren var allerstørst!
I folkevisens strofe 41 lyder det:
Det var Niels Ebbesen,
han kom til Randers bro:
"Hvilken mig ikke tjene vil
og han tage orlov nu."
strofe 42:
Frem gik da liden Svend Trøst,
ham troede han allerbedst:
"Min herre, I giver mig orlov,
og dertil sadel og hest."
Men at Svend Trøst ikke tog orlov, fordi han var bange, gør kun historien endnu bedre. Hans plan var nemlig i hemmelighed at forberede tilbagetoget ved at løsne broplankerne. Så da Niels Ebbesen efter drabet på grev Gert flygtede over broen med holstenerne i hælene, sprang Svend Trøst frem og smed broplankerne i vandet, hvorved danskerne fik et forspring og undslap forfølgerne. Svend Trøst endte med at være den, der var Niels Ebbesens bedste og mest trofaste svend.
I folkevisens strofe 43 lyder det:
Han begærede orlov
og dertil sadel og hest;
den samme dag, førend aften kom,
han tjente ham allerbedst.
Svend Trøst blev efter denne bedrift kaldt for "Ridderen af Randers bro".
Der har nok været tale om en i forvejen aftalt, grundigt forberedt og vel planlagt aktion. En tømmerkonstruktion som Randers bro løsnes ikke, uden at nogen opdager det. Sandsynligvis har folkene på den nærliggende Nielstrup mølle, som ejedes af Offa Nielsen Panter fra Clausholm, fået besked på at se til den anden side, måske endda om at hjælpe Svend Trøst. Offa Nielsen Panter har nok stået i ledtog med Niels Ebbesen. Og Niels Ebbesen kan ikke have været uvidende om, hvad Svend Trøst havde i sinde.

## Grundtvigs vers om Niels Ebbesen
I 1839 skrev Grundtvig "Om Danemarks kvide" med nr. 376 i Højskolesangbogen. Her gengives versene om Niels Ebbesen:
Niels Ebbesen var sig en riddersmand
på Nørreris,
og aldrig forstummer i hedeland
den herres pris.
Han tog af dage den kullede greve,
fri ville han enten dø eller leve,
da tyskerne reves om Danmark.
Den kullede greve drog op i nør
i herrefærd.
Han rykkede frem, som han plejed' før,
med ild og sværd.
Jyderne alle fra Randers til Ribe
danse han bød efter holsternes pibe,
for tyskerne reves om Danmark.
Niels Ebbesen! sagde grev Gert pa jysk:
din frist er kort,
vil ikke i galgen du lære tysk,
så pak dig bort!
Skam skal du få med hr. Bugge på Halden,
hvor mange heste I så har på stalden,
for nu råder tysken i Danmark!
Niels Ebbesen svared' et ord i hast:
"Hæng tyv og skælm!
men hæng ingen ridder, før sværdet brast
med skjold og hjelm!
Vogt dig for, hvem du til fredløshed dømmer!
langt ej fra børn og fra hustru jeg rømmer,
mens tyskerne rives om Danmark."
Niels Ebbesen fór da i harnisk brat
for landefred.
Han gæstede greven en forårsnat,
og sværdet bed.
Fri ville han enten dø eller leve,
livet han tog af den kullede greve,
da tyskerne reves om Danmark.
Sig hævned' de holster ved Skanderborg,
dér faldt vor helt,
og sunget der blev om Jyllands sorg
ved sund og bælt.
Aldrig hans minde dog lægges i mulde,
han stod i spidsen for jyderne hulde,
da tyskerne reves om Danmark.